# Малый Олёр
Ма́лый Олёр — озеро на северо-востоке Якутии, в Нижнеколымском улусе. Расположено в центральной части Колымской низменности, в левобережье реки Большая Чукочья, к востоку от озера Большой Олёр и к югу от озера Нёстка. 
Имеет округлую форму, берега слабо изрезаны, местами обрывистые и заболоченные. На северо-востоке вытекает река Кучугуй-Олёр-Сяне, впадающая в реку  Олёр (бассейн Восточно-Сибирского моря).
Площадь озера, согласно государственному водному реестру, составляет 42,6 км². Площадь водосбора — 83,1 км². Длина озера около 8,2 км, максимальная ширина достигает 7,2 км. Находится на высоте 7 м над уровнем моря.
Коренное население, верхнеколымские юкагиры, традиционно проводили зиму в лесной полосе, с марта вслед за стадами диких оленей отходили в тундру, кочевали небольшими группами у озёр Большой Олёр и Малый Олёр, занимались охотой на оленя и гуся, рыбной ловлей, а с осени — возвращались на юг.
Близ озера были обнаружены останки крупных млекопитающих времён антропогена.
Ближайший населенный пункт, село  Андрюшкино, расположен примерно в 84 км к запад-юго-западу.